# Phaselia relicta
Phaselia relicta là một loài bướm đêm trong họ Geometridae.